# مخمر العامود الفقاعي

تمثيل مخمر العامود الفقاعي

مخمر العامود الفقاعي (الاسم العلمي Bubble column reactor)، هو مفاعل حيوي يحتفظ بالخلايا أو الكائنات الدقيقة معلقة في أسطوانة طويلة بواسطة الهواء الصاعد الذي يدخل من قاع الوعاء.